# كأس أيرلندا الشمالية 2000–01
كأس أيرلندا الشمالية 2000–01 (بالإنجليزية: 2000–01 Irish Cup)‏ هو موسم من كأس أيرلندا. كان عدد الأندية المشاركة فيه  84، وفاز فيه غلينتوران.